# Майсак, Иван Яковлевич
Майсак Иван Яковлевич (1905—1972) — проходчик шахты «Западная-Капитальная» комбината «Ростовуголь», Герой Социалистического Труда.

## Биография
Родился 27 мая 1905 года.
В 1939 году пришёл работать на шахту «Западная-Капитальная» в городе Новошахтинск Ростовской области. Быстро освоил профессию проходчика и вскоре стал лучшим проходчиком шахты.
Участник Великой Отечественной войны. После демобилизации вернулся на свою шахту. Ему доверили возглавить вначале звено, а затем и проходческую бригаду. По-новому организовал процесс работы. Бригада Майсака проходила по сто и больше метров штрека в месяц.
Указом Президиума Верховного Совета СССР от 28 августа 1948 года за выдающиеся успехи в деле увеличения добычи угля, восстановления и строительства угольных шахт и внедрения передовых методов работы, обеспечивающих значительный рост производительности труда, Майсаку Ивану Яковлевичу присвоено звание Героя Социалистического Труда с вручением ордена Ленина и золотой медали «Серп и Молот».
Жил в городе Новошахтинск. Умер 5 октября 1972 года.

## Награды
- Награждён двумя орденами Ленина и медалями, в том числе медалью «За отвагу».